# Жизнь Господа нашего Иисуса Христа
«Жизнь Господа нашего Иисуса Христа» (англ. The Life of Our Lord) — произведение британского писателя Чарльза Диккенса, представляющее собой изложение евангельских событий, написанное им в 1840-е годы для чтения своим детям. Сам Диккенс завещал никогда не публиковать это произведение, которое он рассматривал как сугубо семейное. Впервые книга была опубликована в 1934 году после смерти последнего из детей Диккенса.
Иногда книгу называют наименее известным из произведений Диккенса.

## Сюжет
Книга состоит из 11 глав, описывающих жизнь Иисуса Христа от рождения до распятия и дальнейшей судьбы апостолов и распространения христианства в мире.
В приложении опубликованы две молитвы, написанные Диккенсом для своих детей.

## Создание и публикация

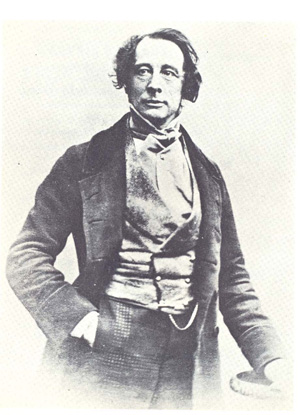
Диккенс около 1850 года

Между 1846 и 1849 годами, параллельно с работой над романом «Дэвид Копперфильд», Диккенс записывал в тетрадь краткие изложения глав из четырёх Евангелий перед тем, как рассказать их на ночь своим детям. Он не предполагал публиковать это произведение, считая его сугубо личным обращением к детям, раскрывавшим его самые глубокие религиозные чувства и не предназначенным для широкой публики. После смерти писателя рукопись хранилась в семье. После смерти Джорджины Хогарт, сестры жены писателя, которая воспитывала его детей, рукопись была передана младшему сыну Генри Филдингу с указанием на то, что при жизни детей писателя она не должна быть опубликована. Сам Генри Филдинг умер в конце 1933 года, отметив в завещании, что он предоставляет определить судьбу рукописи своей жене и детям: если они большинством голосов решат, что она может быть опубликована, то они могут опубликовать её, в противном же случае рукопись надлежит передать в Британский музей. В результате книга была опубликована в 1934 году в Великобритании и в США.
В Великобритании книга переиздается регулярно, причём к каждому переизданию пишет предисловие какой-нибудь из потомков Диккенса: например, издание 1996 года предваряет вступительное слово прапраправнука писателя Кристофера Чарльза Диккенса.
Дикенс упоминает своё произведение в письме Джону М. Мейкхему от 8 июня 1870 года, написанном накануне смерти:
В своих трудах я всегда  стремился  выразить  свое  благоговение  перед жизнью и учением нашего Спасителя, ибо я это благоговение испытываю. Я  даже написал переложение священной истории для своих детей, и каждый из них  знал её с моих слов задолго до того, как научился читать, и почти сразу же  после того, как начал говорить.

## Художественные особенности
По словам обозревателя журнала «Коммерсантъ Weekend», «Жизнь Господа нашего Иисуса Христа» в Англии является одной из самых популярных в жанре нон-фикшн для детей. В этом жанре у Диккенса написана ещё одна книга, «История Англии для юных» — «жесточайшая сатира на всю имперскую английскую историю». В ней представлен «истинный Диккенс, фантасмагоричный, язвительный, блистающий словесной игрой и от всех английских королей не оставляющий камня на камне». Напротив, в «Жизни Господа нашего» мы видим «очень простой и незатейливый пересказ Евангелий». При этом «что здесь нет ни следа Диккенса-романиста — это, конечно, неправда. Пусть нет гротескных характеров и уж тем более духов из его рождественских историй, но само повествование не лишено драматургии».

## Переводы
На русский язык книгу перевела Нина Демурова. Первое издание вышло в 1999 году (издательство Грантъ), второе в 2008 году (издательство Сретенского монастыря). В 2000 году за перевод книги Международный совет по детской и юношеской литературе наградил переводчицу Почётным дипломом Андерсена.

## Экранизации
В 2025 году книга была экранизирована корейским режиссёром Чан Сон-хо в виде полнометражного анимационного фильма «Царь царей» (The King of Kings).